# Johannes Leo von Mergel

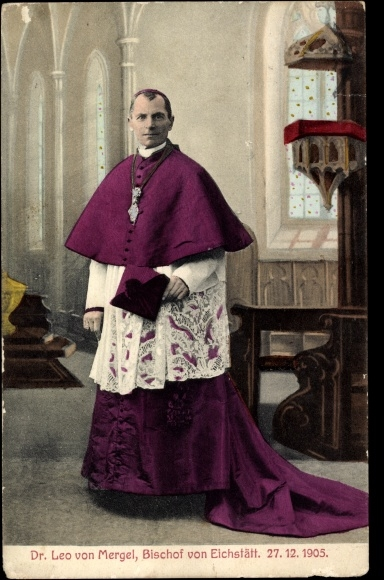
Bischof Leo von Mergel in Cappa magna (1905)

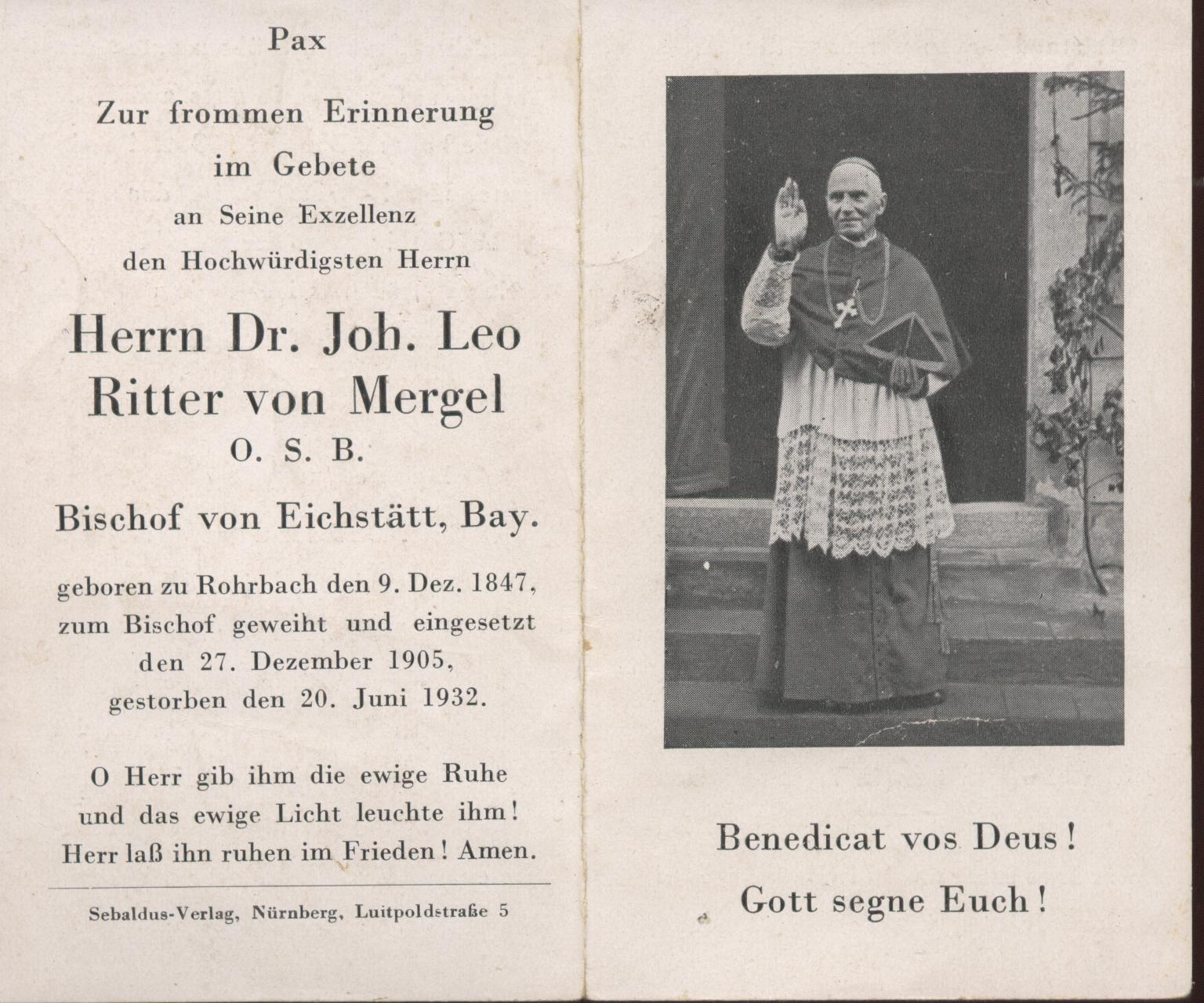
Sterbebildchen Bischof Leo von Mergel OSB (1932)

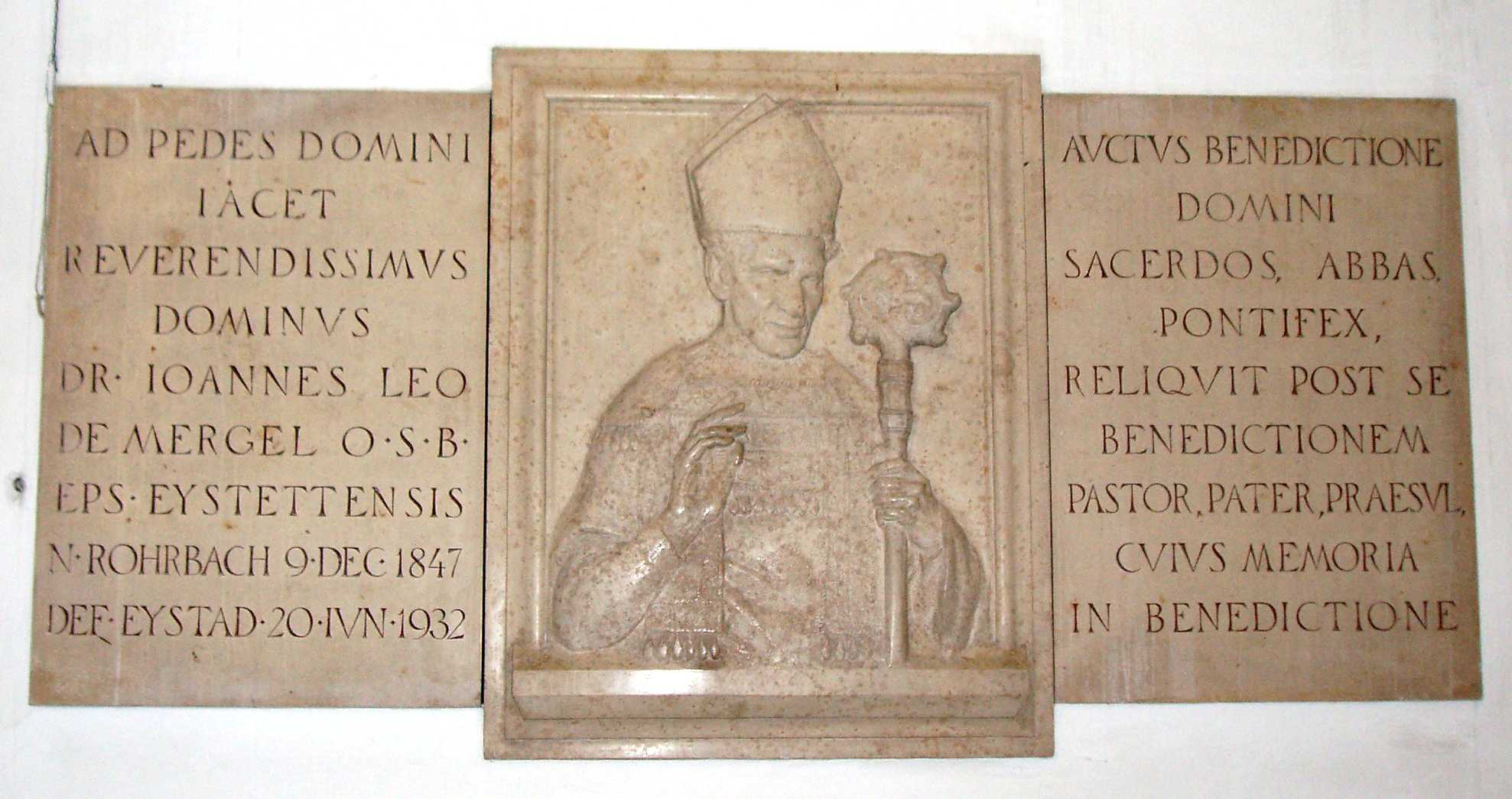
Johannes Leo von Mergel-Denkmal in der Bäckerkapelle des Eichstätter Domes

Johannes Leo Ritter von Mergel OSB (* 9. Dezember 1847 in Rohrbach bei Monheim (Schwaben) als Johannes Mergel; † 20. Juni 1932 in Eichstätt) war Abt des Benediktinerklosters Metten und danach 75. Bischof von Eichstätt.

## Leben

### Jugend und Ausbildung
Johannes Mergel wurde als Sohn eines Kleinbauern in dem heute zu Rennertshofen gehörenden Dorf Rohrbach geboren. Obwohl er neun Geschwister hatte und der Vater die große Familie kaum ernähren konnte, wurde der begabte Bauernbub auf die Lateinschule in Eichstätt geschickt, wo er 1868 die Hochschulreife erlangte und anschließend bis 1873 Philosophie und Theologie studierte. Nach seiner Priesterweihe am 29. März 1873 wurde er nur kurz als Kaplan in Gnadenberg eingesetzt. Dann schickte Bischof Franz Leopold Freiherr von Leonrod den begabten Neupriester nach Rom zum Weiterstudium, wo er im Priesterkolleg von Santa Maria dell’ Anima lebte und in der dazu gehörenden deutschen Nationalkirche Santa Maria dell’Anima Kaplan war. Er wurde 1875 am Apollinare zum Doktor des kanonischen Rechts promoviert.

### Diözesanpriester in Eichstätt
Nach Eichstätt zurückgekehrt, wurde Mergel zum Direktor des Bischöflichen Knabenseminars bestellt. Aus gesundheitlichen Gründen musste er dieses Amt jedoch aufgeben und wurde 1876 Kaplan, dann Benefiziat und Religionslehrer in Ingolstadt. Dort war ebenfalls als Benefiziat am 13. Januar 1884 sein vier Jahre älterer Bruder Joseph Mergel verstorben.

### Benediktiner in Metten
1882 schied er aus dem Dienst der Diözese aus und trat in das Benediktinerkloster Metten ein, wo er den Ordensnamen Leo annahm und ab 1884 als Präfekt und kurze Zeit später als Direktor des dortigen Knabenseminars wirkte. Zugleich war er Lehrer für Religion, Italienisch und Spanisch an der Klosterschule. Die angehenden Benediktinerkleriker lehrte er Dogmatik und Kirchenrecht. Am 25. Juni 1898 wählte ihn der Mettener Konvent zum Abt. Die Abtsweihe empfing er am 28. Juli 1898. Nach seiner Amtseinführung begann er mit dem Umbau des Klosters.

### Bischof von Eichstätt
Nach dem Tod von Bischof von Leonrod bestimmte ihn der bayerische Prinzregent Luitpold am 28. Oktober 1905 zu dessen Nachfolger. Nach der päpstlichen Ernennung empfing Mergel am 27. Dezember 1905 im Dom zu Eichstätt vom Apostolischen Nuntius in Bayern, Erzbischof Carlo Caputo, die Bischofsweihe. Mitkonsekratoren waren der Bischof von Würzburg, Ferdinand von Schlör, sowie Franz Anton von Henle, Bischof von Regensburg. Mergel hatte damit nach dem Bistumsgründer Willibald als zweiter Benediktiner den Eichstätter Bischofssitz inne. 1906 erhielt Mergel den bayerischen Personaladel.
Die vorrangige Sorge des neuen Bischofs galt seinem Seminar und seinem Lyceum zur Ausbildung des Priesternachwuchses, im Schnitt etwa 70 Alumnen des Bistums Eichstätt und etwa zehn Alumnen aus anderen Diözesen bzw. von Orden je Studienjahr mit Ausnahme der Jahre des Ersten Weltkriegs. 1906 erwarb er für Wirtschaftsgebäude seines Seminars Grundstücke. Im Wissenschaftsbetrieb der Hochschule konnte er 1906 mit einer eigenen Professur für das Neue Testament die Bibelwissenschaft ausbauen und erreichte 1909 staatliche Zuschüsse zu den Professorengehältern. Er schrieb seinen eigenen Alumnen nicht nur den Besuch der philosophischen und theologischen Disziplinen vor, sondern auch den Besuch von naturwissenschaftlichen und welt- und kunstgeschichtlichen Vorlesungen und er schrieb vor, dass auch für diese Gebiete Examina abzulegen seien. 1920 ließ er den physikalischen Hörsaal modernisieren. Am 26. Februar 1924 ordnete er an, seine Hochschule in Anlehnung an neue staatliche Gepflogenheit nunmehr „Bischöfliche philosophisch-theologische Hochschule“ zu nennen, womit auch eine gewisse Aufwertung verbunden war. 1929/30 ließ er durch den Münchner Architekten Friedrich Ferdinand Haindl einen Erweiterungsbau an das Seminar errichten – nicht ahnend, dass diese Erweiterung wenige Jahre später im Nationalsozialismus dem Zuzug von zahlreichen Priesteramtskandidaten aus ganz Deutschland zugutekam; vorrangig ging es ihm darum, durch mehr Platz die „Gesundheit der Inwohner“ und auch deren musikalische Erziehung zu fördern.
Als Ordensmann lagen Mergel die Klöster in der Diözese sehr am Herzen. Das Benediktinerinnenkloster St. Walburg in Eichstätt wurde 1914 und das Benediktinerkloster Plankstetten 1917 zur Abtei erhoben. 1920 konnte in Neumarkt in der Oberpfalz das Provinzialat Bayern-Pfalz der Niederbronner Schwestern errichtet werden. 1922 eröffnete in Abenberg die Kongregation der Schwestern von der Schmerzhaften Mutter ihr Noviziat. 1931 zogen in Seligenporten Zisterzienser ein. Insgesamt entstanden in der 27-jährigen Regierungszeit des Bischofs 35 neue klösterliche Niederlassungen in der Diözese.
In der Pfarrstruktur war insbesondere im Süden der expandierenden Großstadt Nürnberg die Errichtung neuer Seelsorgestellen und Pfarreien erforderlich. 28 neue Kirchen wurden unter Mergel gebaut. 1910 erschien zur Förderung des religiösen Lebens ein neues Diözesangebet- und -gesangbuch. Er arbeitete an einer Verbesserung des Katechismus mit, bis 1925 der Deutsche Einheitskatechismus erschien. 1925 wandelte er Schloss Hirschberg zu einem Exerzitienhaus um. Im April 1927 hielt er für seinen Klerus eine Diözesansynode ab – die erste seit 1548 –, in der er neue Richtlinien für die Seelsorge bekannt machte.
Leo von Mergel blieb zeitlebens seinen Mönchsidealen treu, er lebte asketisch und zurückgezogen. Aus der Stille seines Arbeitszimmers wirkte er durch unzählige Briefe und – so wird der Glaubende hinzufügen – durch sein Gebet. Zu seinem 25-jährigen Jubiläum als Bischof äußerte er den Wunsch, von persönlichen Gaben an ihn abzusehen und stattdessen sein Diözesanseminar zu unterstützen, wie er auch am liebsten gesehen hätte, wenn jegliche Feier zu diesem Anlass unterblieben wäre; er fügte sich aber, so dass am 23. Mai 1930 im Seminar eine Festakademie stattfand. Zwei Jahre später starb er nach kurzer Krankheit und wurde im Eichstätter Dom bestattet; ein Jurastein-Relief mit seinem Porträt in einer Seitenkapelle, geschaffen von Theodor Georgii, erinnert an ihn. Seine Bibliothek hatte er seinem Priesterseminar vermacht.

## Ehrungen
- Ehrenmitglied der katholischen Studentenverbindung KDStV Aenania München (1903)
- Erhebung in den Personaladel (1906)
- Doctor Theologiae honoris causa durch die Universität Würzburg

## Autorenschaft
- Kurze historische Beschreibung des Seminars in Metten. In: St. Wolfgangs-Büchlein für die Jugend. Festgabe zum 900jährigen Jubiläum des Hauptpatrones der Diözese Regensburg. Von einem Priester desselben Bistums. [St. Wolfgang.] Regensburg 1894. (15 Quartblätter und 1 Seite)